# Jan Kottelenberg
Albert Jan Kottelenberg (Zwiep, 24 april 1958) is een Nederlands politicus en bestuurder. Hij is lid van het CDA. Sinds 7 april 2017 is hij burgemeester van Neder-Betuwe.

## Biografie
Kottelenberg is jarenlang een melkveehouder geweest op een boerderij in Zwiep die sinds 1679 gerund werd door de familie Kottelenberg. Na de middelbare school heeft hij van 1977 tot 1980 rechten gestudeerd aan de Rijksuniversiteit Groningen en behaalde daar zijn kandidaatsbul.
Rond 1980 nam Kottelenberg het bedrijf van zijn ouders over maar daarnaast was hij ook bestuurlijk actief. Zo zat hij in het bestuur van Coberco, was hij bestuurder bij LTO, was hij van 1999 tot 2005 voorzitter van het bestuur van Rabobank Berkelland en dan is hij ook nog lid geweest van de raad van commissarissen van Royal Friesland Foods.
Naast veehouder was Kottelenberg vanaf 1989 veertien jaar Statenlid van Gelderland en vanaf 2006 was hij wethouder van Lochem. Rond 2016 heeft hij zijn bedrijf overgedaan aan zijn dochter en schoonzoon. Begin 2017 gaf hij na bijna drie termijnen het wethouderschap op om burgemeester van Neder-Betuwe te worden.
Kottelenberg kreeg als burgemeester van Neder-Betuwe in zijn portefeuille: openbare orde en veiligheid; brandweer; algemeen bestuurlijke aangelegenheden; gemeentelijke dienstverlening; regionale samenwerking; personeel en organisatie; informatisering en automatisering; facilitaire zaken; juridische zaken; communicatiebeleid; Laanboompact/TCO en het project JOP (jongeren ontmoetingsplekken). 
Namens Neder-Betuwe werd Kottelenberg lid van het algemeen bestuur van de Regio Rivierenland, de Veiligheidsregio Gelderland-Zuid, het Regionaal Archief Rivierenland, het Industrieschap Medel en lid van het Speerpuntberaad Agribusiness Regio Rivierenland. 
Kottelenberg is getrouwd en heeft twee dochters en twee zoons.